# Teora
Teora est une commune italienne de la province d'Avellino, dans la région Campanie.

## Histoire
Le faubourg de Teora fut à l'origine un centre agricole, pastoral et militaire. À l'époque romaine le tribun de la plèbe Milone y trouva la mort durant la guerre civile entre Jules César et Pompée. Par un privilège de 1200, concédé par le pape Innocent III à Pantaleone, archevêque de Conza, il est fait référence à une localité dont le nom semble se rapprocher de Teora, soit Tugurium Biarium. En réalité, ce village, qui en 1464 était déjà inhabité (Teora existait par contre déjà), fait référence à la zone actuelle de Boiara, une localité située dans l'actuelle commune de Caposele où l'on voit encore aujourd'hui, à côté de l'église de San Vito, les ruines du château. Durant l'époque féodale, en 1322 exactement, le seigneur de Teora était un certain Filippo; par la suite (1376) son fief fut acheté par le comte Giacomo Arcuccio et passa par la suite aux Gesualdo (Famille Gesualdo). Depuis 1676 Teora a appartenu aux princes Mirelli jusqu'à l'abolition de la féodalité (1806).
La ville fut touchée par le tremblement de terre de 1694 et du Tremblement de terre de l'Irpinia de 1732. D'immenses dommages furent causés aussi par le Tremblement de terre de l'Irpinia du 23 novembre 1980, à la suite duquel le village a reçu en 2005 la médaille d'or du mérite civil.
En 1913 par la volonté du maire Pasquale Luciani fut ouverte une section de l'Association nationale du libre examen Giordano Bruno , dont on a célébré le centenaire en 2013.

## Monuments et lieux d'intérêt

### Fontana del monte (Fontaine du mont)
La fontaine, dite également des morts, possède une origine assez lointaine qui remonte au XIIe siècle quand l'église de Conza fut appelée par le pape Calixte II nécropole bénie car devant la fontaine transitaient des chariots se rendant à Conza pour y inhumer les cadavres.  La fontaine, complètement rebâtie dans les siècles suivants, est aujourd'hui composée d'une simple structure murale rectangulaire réalisée avec des cadres réguliers jouxtant un simple bassin en pierre d'où sortent trois bouches circulaires en pierre.

### Église de san Nicola di Mira
On ne connaît pas la date précise de l'édification de l'église car tous les actes ont été détruits lors d'un incendie en 1690. Il est probable que l'église ait été reconstruite à plusieurs reprises sur les sites plus anciens au XVIe siècle sous sa dernière forme jusqu'à 1980. À quatre reprises, l'église a été détruite par des tremblements de terre (1604, 1694, 1732, 1980). Il ne reste aujourd'hui de la majestueuse structure qu'un petit fragment de l'abside, le squelette de l'autel du XVIIIe et les bases des anciennes colonnes de pierre. 
Dans la nouvelle église, construite à la suite du séisme de 1980, ont été conservés quelques restes, en bois et en pierre ainsi que quelques toiles, provenant de l'église détruite et de la Congrégation des Morts, elle-même détruite lors du séisme de 1980.

### Mulino Corona (Moulin Corona)
Situé près du centre historique du village, le moulin à eau ayant appartenu à la famille noble Corolna, accueille les visiteurs venant du nord-est. On ne peut donner une datation certaine de la construction mais l'on peut, avec une bonne approximation, dater l'édifice à la fin du XVIIIe siècle. L'activité du moulin s'est arrêtée dans les années 1950 et le séisme du 23 novembre 1980 a détruit, ensuite, la partie centrale de la construction.

### Fontana lavatoio del piano (Fontaine lavoir de la plaine)
Située à l'ouest du village dans le lieu-dit Tarantino, la construction en pierre claire montre une structure rectangulaire divisé en trois zones de colonnes à bandes. L'eau sort de cinq masques en pierre et se déverse dans trois bassins adossés à la paroi. Dans la zone arrière de la construction, il y a les lavoirs publics. Sur le portique de gauche est encaissée une pierre qui résulte être la pierre la plus ancienne de Teora et fait référence à l'an 1728, date de reconstruction de la fontaine.

### Pietra dei matrimoni civili (Pierre des mariages civils)
La place Congrega est appelée ainsi à cause de la présence de la chapelle de la Congrega (Congrégation). Autrefois, dans cette petite place, il y avait un tilleul à l'ombre duquel avait été élevée une table en pierre sur laquelle étaient rédigés les actes publics et les cérémonies de mariage civil. On ne sait si à cette époque, les mariages civils étaient célébrés dehors, en public et sur cette place; on connaît cependant la phrase rituelle, dialoguée, que les époux prononçaient à la fin du rite. La table se compose de deux piliers de pierre sur lesquels repose une dalle épaisse de 20 cm.

## Administration
| Période                                  | Période | Identité | Étiquette | Qualité |
| ---------------------------------------- | ------- | -------- | --------- | ------- |
|                                          |         |          |           |         |
| Les données manquantes sont à compléter. |         |          |           |         |

### Communes limitrophes
Caposele, Conza della Campania, Lioni, Morra De Sanctis